# Rutsweiler an der Lauter
Pour l’article homonyme, voir Rutsweiler am Glan.
Rutsweiler an der Lauter est une municipalité de la Verbandsgemeinde de Wolfstein, dans l'arrondissement de Kusel, en Rhénanie-Palatinat, dans l'ouest de l'Allemagne.